# Kidderia marshalli
Kidderia marshalli är en musselart som beskrevs av Fleming 1948. Kidderia marshalli ingår i släktet Kidderia och familjen Cyamiidae. Inga underarter finns listade i Catalogue of Life.